# Crassula ovata
Espèce
Classification phylogénétique

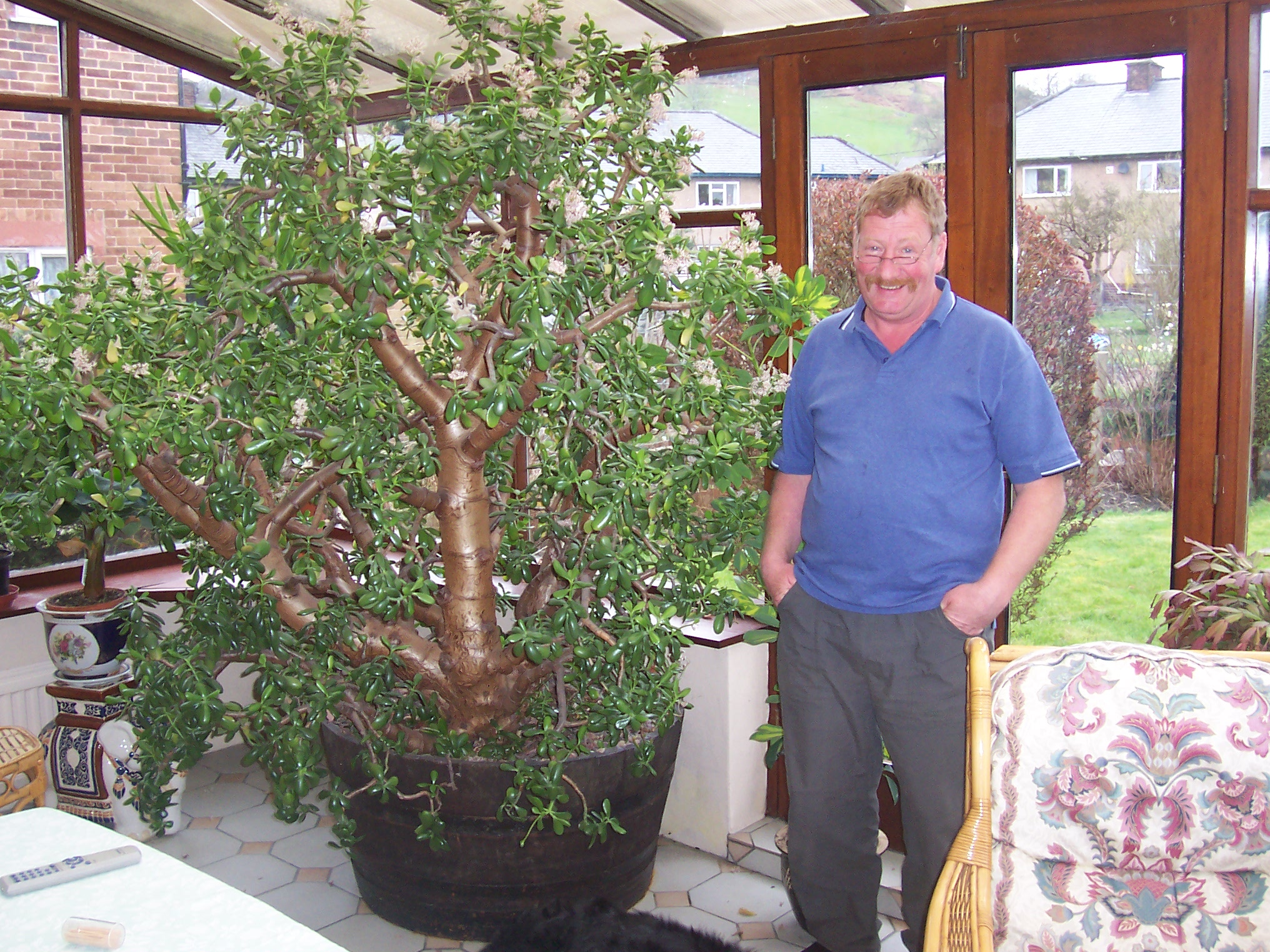
Un arbre de jade ayant 27 ans.

Crassula ovata ou Arbre de Jade, Crassule ovale, est une espèce de plantes succulentes de la famille des Crassulaceae, originaire d'Afrique du Sud et commune dans les régions tempérées comme plante d'intérieur, et ailleurs comme plante ornementale de jardin. 

## Étymologie et dénominations
Le nom de genre Crassula dérive du latin crassus, -a, -um, « épais », par allusion aux feuilles succulentes.
L’épithète spécifique ovata dérive du latin ōvātus, -a, -um, « ovale, ayant la forme d'un œuf », là aussi par allusion à la forme ovale des feuilles.
C'est l'une des espèces appelées couramment « Arbre de Jade » mais elle a de nombreux autres noms vernaculaires tels que « arbre de l'amitié », « arbre de la chance » ou « arbre d'argent » (surnom donné également au Pachira aquatica).

## Caractéristiques
Crassula ovata est un arbuste sempervirent, très branchu et complètement glabre, pouvant atteindre 3 mètres de haut. Il ne doit pas être confondue avec Crassula arborescens, moins répandue mais très ressemblant. Les tiges peuvent atteindre jusqu’à 20 cm à la base.
Ses feuilles de 3 à 7 cm sont vert couleur de jade. Elles sont charnues, de forme elliptique à obovale-spatulée, entières, légèrement concave dessus, persistantes, parfois bordées d’un liseré rougeâtre. Les feuilles épaisses (crassula signifie « épais » en latin) stockent de l’eau et sont recouvertes d’une cuticule pour limiter l’évaporation de l’eau par les feuilles.
Certaines variétés peuvent développer une teinte rouge sur les bords des feuilles lorsqu'elles sont exposées à des niveaux élevés de rayonnement solaire. Une nouvelle croissance de la tige est de la même couleur que la texture des feuilles, mais devient marron et boisée avec l'âge.
Les fleurs 5-mères en forme d’étoile sont portées par une inflorescence en corymbe dense à lâche. Le calice campanulé est 5 mm de diamètre alors que la corolle blanche ou légèrement rose est faite de 5 pétales, de 6-7(10) mm de long, oblongs à lancéolés, et étalés. Les étamines ont des filaments de 5 mm de long.
Crassula ovata fleurit s’il bénéficie de conditions adéquates : à savoir une période hivernale fraîche avec 5 à 10 °C la nuit, des journées courtes et un manque d’eau pendant plusieurs semaines.
Le fruit est un follicule de 3 mm de long.

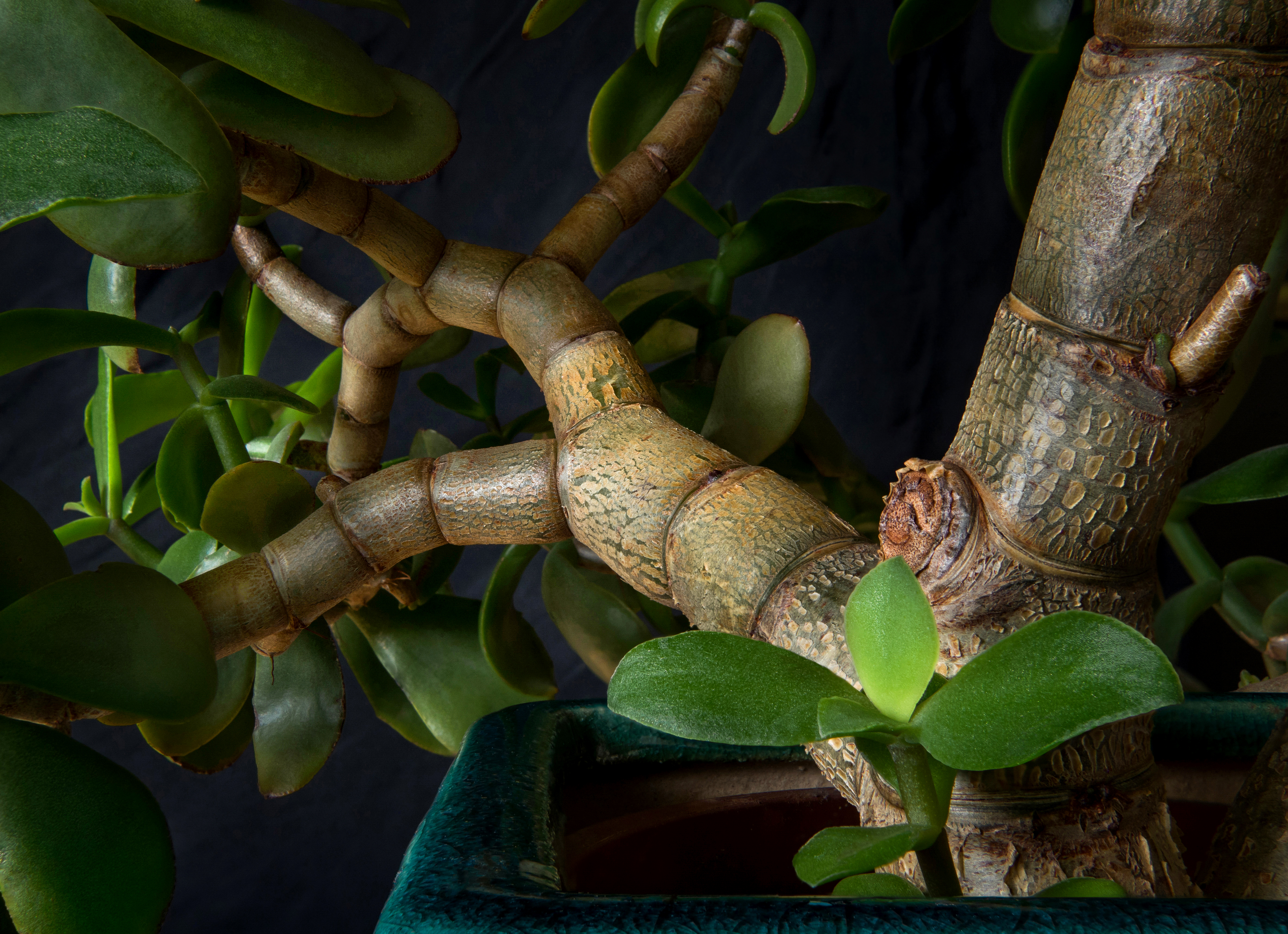
Détail des branches.
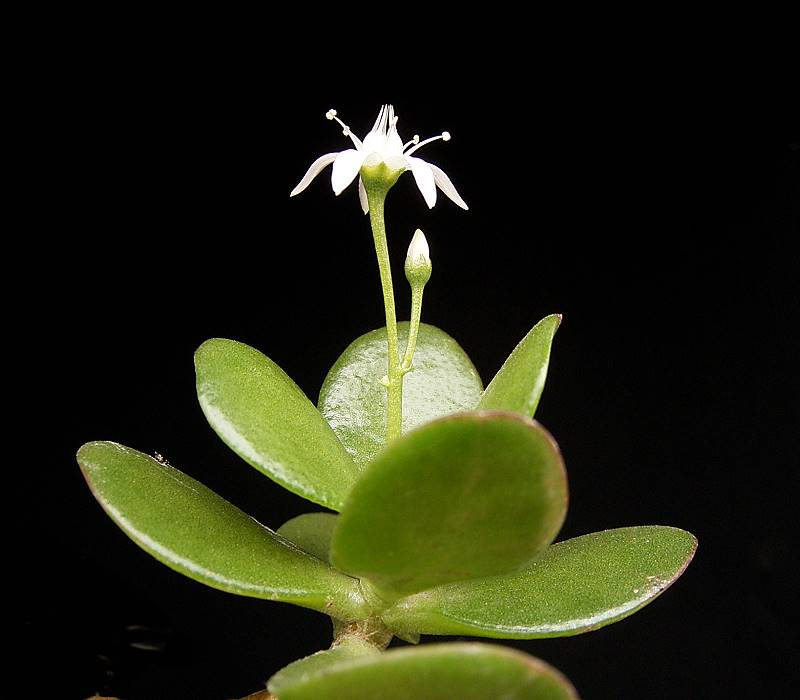
Inflorescence.
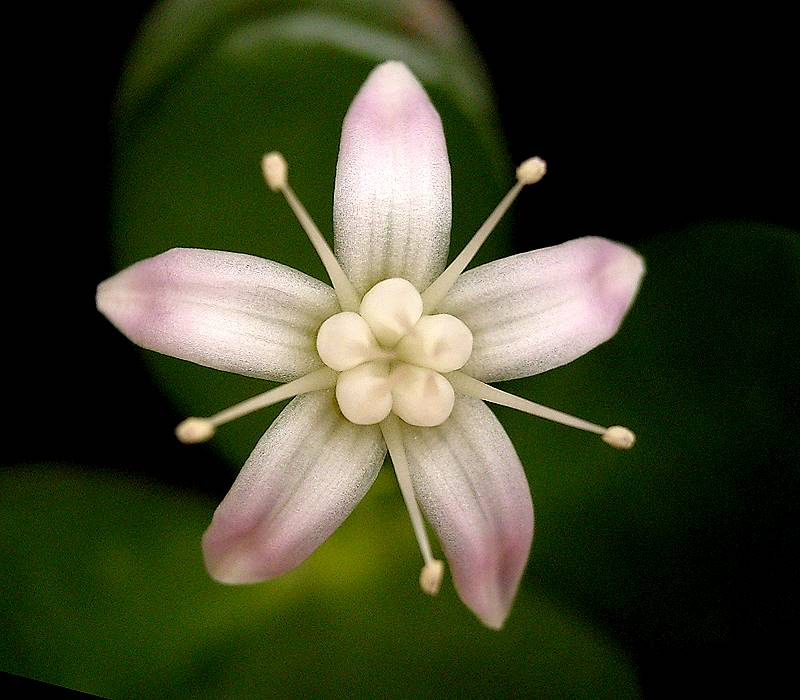
Fleur vue de dessus.
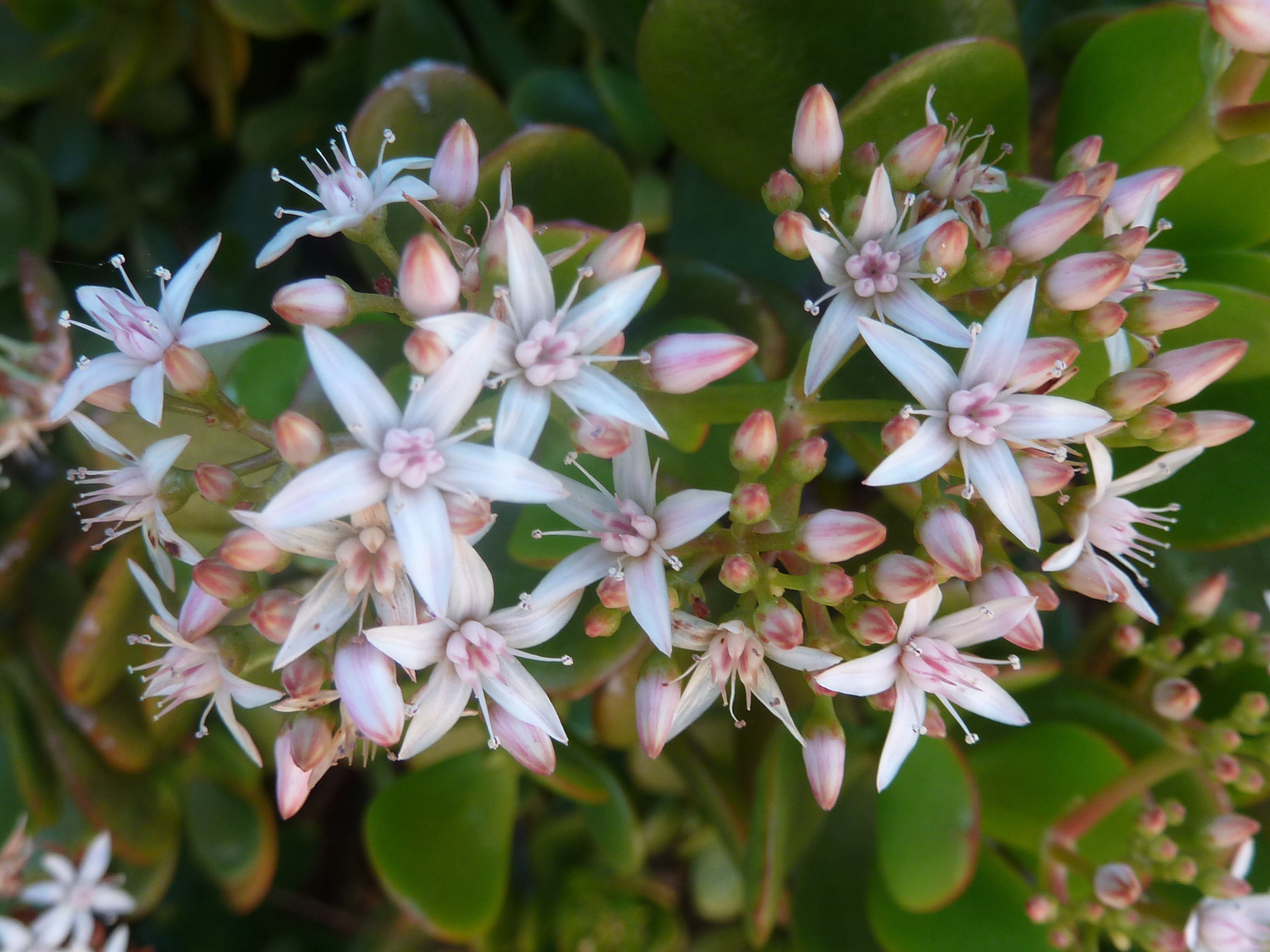
Fleurs.

## Taxonomie et classification
Le botaniste britannique Philip Miller (1691-1771) fut le premier à décrire la plante, dans le The Gardener Dictionary, en 1768, sous le nom de Cotyledon ovata avec des « feuilles ovales, unies, pointues, & opposées ». 
George Claridge Druce révisa la nomenclature en 1917 et fit passer la plante dans le genre Crassula de la famille des Crassulaceae.
Synonymes d’après Wikispecies
- Cotyledon ovata Mill.
- Crassula argentea Thunb.
- Crassula articulata Zuccagni
- Crassula lucens Gram
- Crassula nitida Schönl.
- Crassula obliqua Haw.
- Crassula portulacea Lam.
- Toelkenia ovata (Mill.) P.V.Heath

## Écologie
Cette plante est originaire de l’Afrique du Sud (Province du Cap, KwaZulu-Natal) et Mozambique.
Elle est naturalisée en Californie, en Espagne,  dans les îles Canaries et à Madère. 

## Propriétés
L'exposition à la sève ou aux feuilles peut provoquer des dermatoses. La toxine responsable de la toxicité n'est pas clairement connue.

## Utilisation
Cette plante succulente est commune dans le monde entier comme plante d'intérieur. C'est une plante très utilisée comme plante d'appartement car elle est très facile à entretenir. 

## Culture
Il est préférable de lui procurer une période de repos hivernal en maintenant des températures plus fraîches car la combinaison de températures élevées et d’une faible luminosité peut causer l’étiolement des tiges et la chute des feuilles. En zone tempérée, le Crassula ovata peut être sorti au soleil à l’extérieur pour l’été.
Il est conseillé d'arroser tous les dix à vingt jours en été, et encore moins (jusqu'à un mois sec) en hiver. Laisser le sol sécher entre les arrosages est essentiel à la survie de la plante qui gère bien mieux la sécheresse qu'une trop grande humidité.
Privilégier une exposition à mi-ombre en évitant les trop fortes chaleurs. La surexposition au soleil direct produit des dommages allant de feuilles roussies à la perte du feuillage et des tiges qui pourrissent[réf. souhaitée]. La plupart des variétés communes tolèrent un degré limité de gel, mais la surexposition au froid les tue.
Crassula ovata peut facilement devenir un bonsaï.
Les Crassula ovata horticoles sont des plantes rustiques, pouvant vivre en extérieur toute l’année dans le Sud et le Sud-Ouest de la France. Elle se reproduit facilement par bouturage. Il suffit de piquer en terre une branche ou une simple feuille pour assurer un enracinement rapide.
Les cochenilles sont des ravageurs communs de Crassula ovata et peuvent causer une déformation de la plante pendant la croissance. Les pucerons sont aussi des ravageurs communs. Les araignées rouges peuvent aussi causer des problèmes.

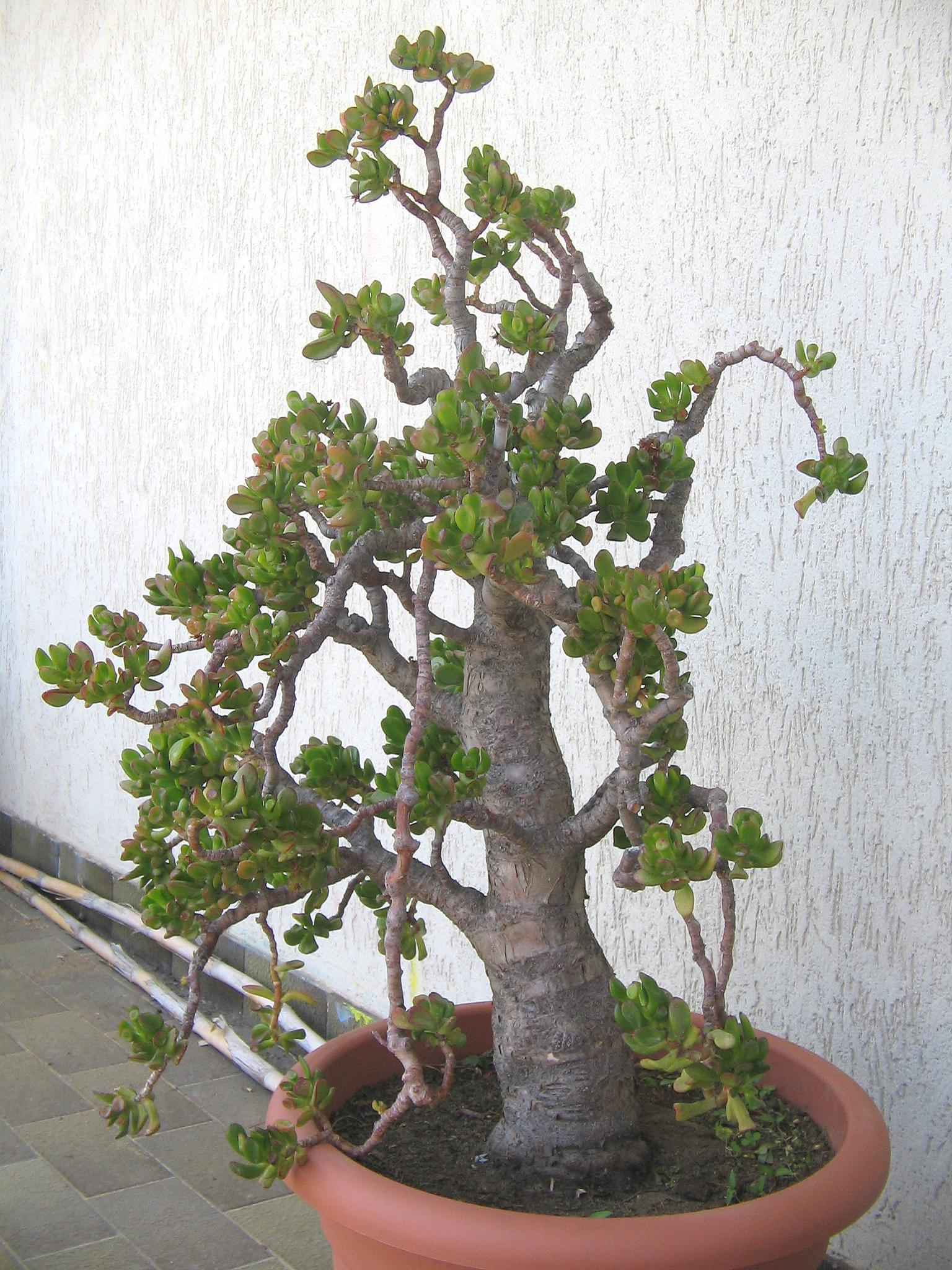
Crassula ovata var. monstruosa, individu de 20 ans.
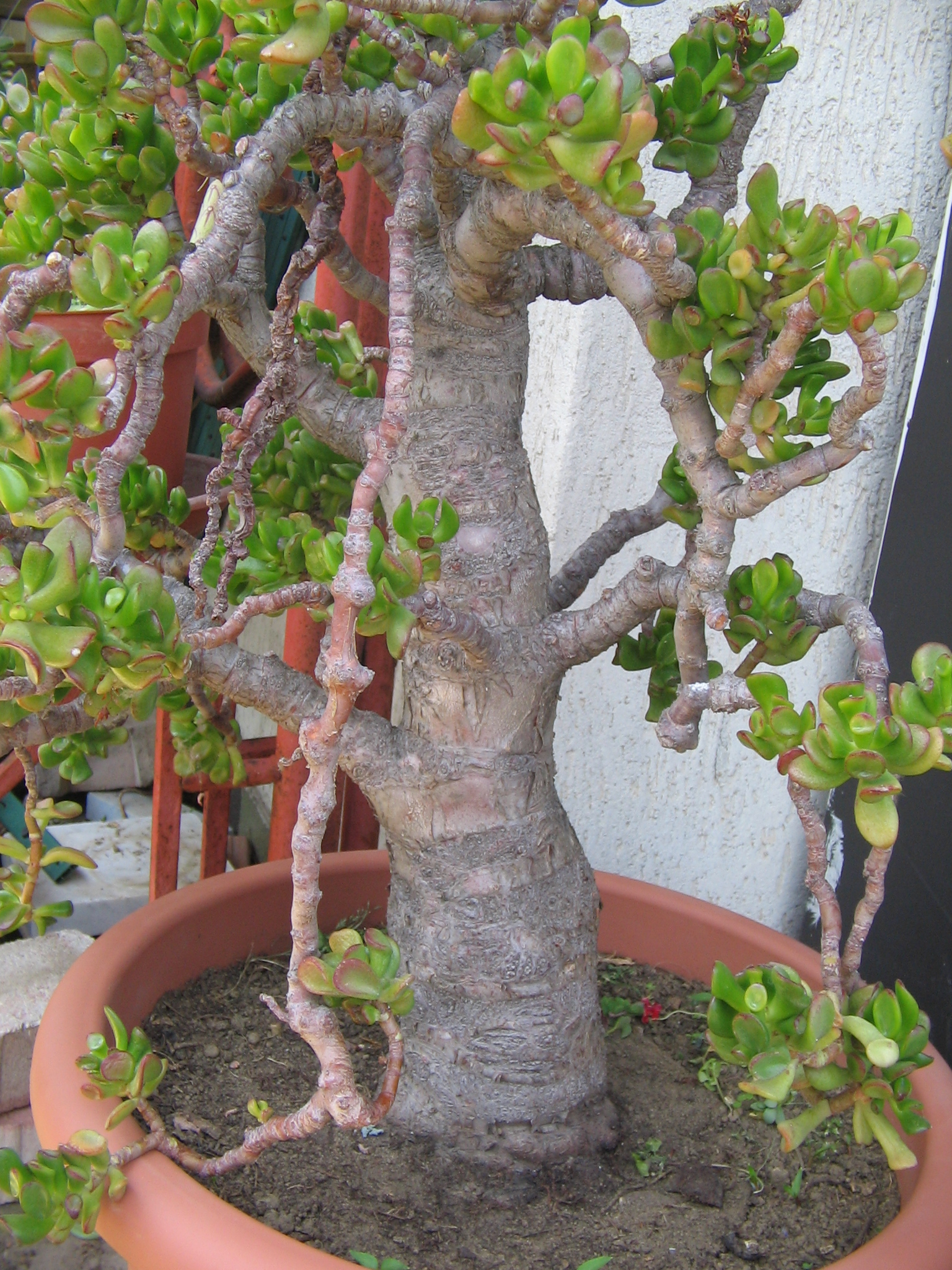
C. o. var. monstruosa.
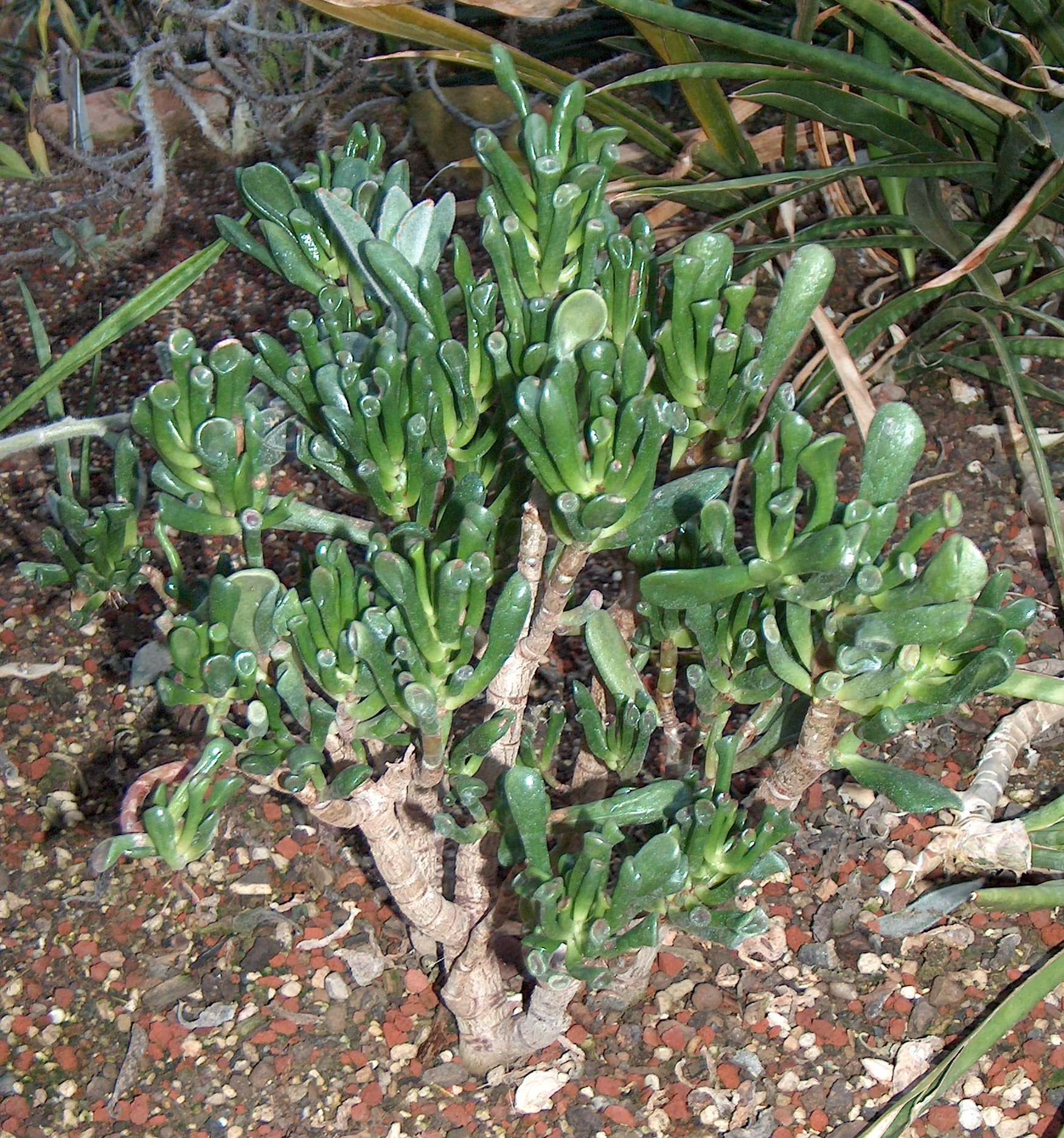
C. o. var. cristata.
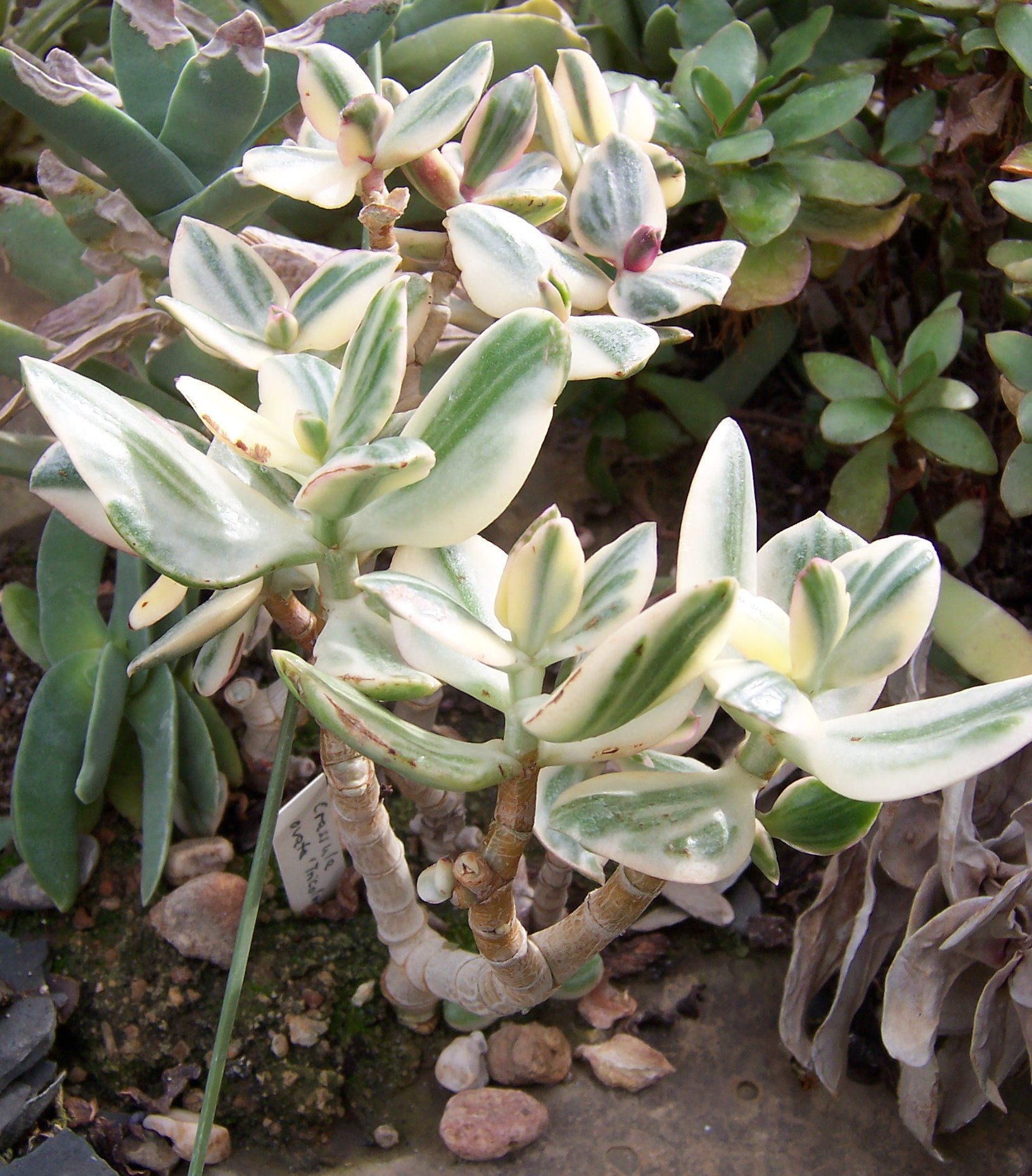
C. o. var. Tricolor.
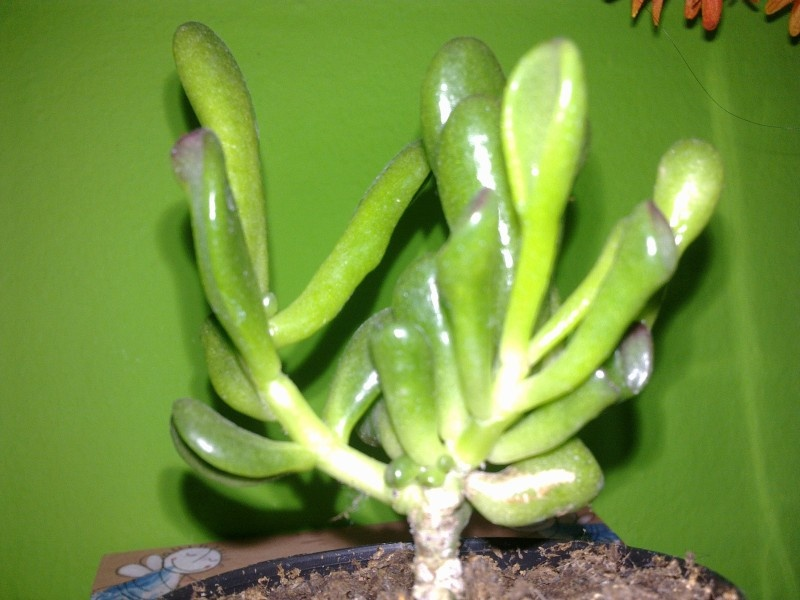
Un monstruosa de 2 ans.

## Aspects culturels
Dans certains pays, le Crassula est offert pour porter chance et prospérité.
L'arbre de jade peut vivre pendant de nombreuses années s'il est bien entretenu. Avec sa couleur verte vive et ses feuilles brillantes qui se bouturent très facilement, il symbolise la croissance et la vitalité.
L'arbre de jade est notamment apprécié en Asie pour ses propriétés symboliques et pour son apparence. En Chine, par exemple, l'arbre de jade est considéré comme un symbole de longévité, de bonheur et de prospérité. Sa forme, sa couleur vive et sa résistance en font également un élément apprécié dans la décoration intérieure. De plus, l'arbre de jade est facile à entretenir et peut être cultivé à l'intérieur, ce qui en fait un choix populaire.